# Tan Xuan
Tan Xuan (chinesisch 譚軒 / 谭轩, Pinyin Tán Xuān; * 25. Juni 1986) ist ein chinesischer Unternehmer und Pokerspieler. Er gewann 2019 ein Turnier der Triton Poker Series.

## Persönliches
Tan stammt aus Wuhan. Nach seinem Abschluss im Jahr 2009 kaufte er eine Kunst- und Tanzschule, später investierte er in der Stahlindustrie sowie in der Finanzbranche. Er lebt in Shenzhen.

## Pokerkarriere
Tan spielt seit 2014 Poker. In seinen ersten Monaten als Pokerspieler machte er mit dem Spiel umgerechnet rund 2,8 Millionen US-Dollar Verlust. Ende August 2014 erzielte Tan bei der China Championship in Sanya seine erste Geldplatzierung bei einem Live-Turnier. Im Jahr darauf gewann er dasselbe Event und sicherte sich eine Siegprämie von umgerechnet mehr als 280.000 US-Dollar. Anfang April 2017 erreichte der Chinese beim Main Event der PokerStars Championship in Macau den Finaltisch und beendete diesen auf dem mit umgerechnet rund 50.000 US-Dollar dotierten achten Platz. Bei der Triton Poker Series im montenegrinischen Budva wurde Tan Mitte Mai 2018 bei einem in der Variante Short Deck Ante Only gespielten Turnier Zweiter und sicherte sich sein bisher höchstes Preisgeld von umgerechnet über 2,3 Millionen US-Dollar. Im Mai 2019 erzielte er dort zwei weitere Cashes bei Events der Triton Series, was ihm umgerechnet knapp 650.000 US-Dollar einbrachte. Bei der Triton Series im August 2019 in London kam der Chinese dreimal auf die bezahlten Plätze. Nachdem er das Main Event auf dem 13. Platz beendet hatte, erreichte er bei beiden privaten Turnieren der Serie den Finaltisch. Das erste Event entschied er für sich und erhielt umgerechnet knapp 2,3 Millionen US-Dollar, einen Tag später belegte er den mit umgerechnet rund 1,3 Millionen US-Dollar dotierten sechsten Rang. Im August 2020 spielte er auf der Onlinepoker-Plattform GGPoker, bei der er den Nickname tan4321 nutzt, den bis dahin größten Cash-Game-Pot in der Variante No Limit Hold’em. Nach einem misslungenen Bluff verlor er den Pot in Höhe von rund 975.000 US-Dollar an Almedin Imširović.
Insgesamt hat sich Tan mit Poker bei Live-Turnieren knapp 8,5 Millionen US-Dollar erspielt und ist damit nach Aaron Zang der zweiterfolgreichste chinesische Pokerspieler.